# NGC 6574
NGC 6574 је спирална галаксија у сазвежђу Херкул која се налази на NGC листи објеката дубоког неба.
Деклинација објекта је + 14° 58' 54" а ректасцензија 18h 11m 51,2s. Привидна величина (магнитуда) објекта NGC 6574 износи 12,0 а фотографска магнитуда 12,8. Налази се на удаљености од 35,0000 милиона парсека од Сунца. NGC 6574 је још познат и под ознакама NGC 6610, UGC 11144, MCG 2-46-10, IRAS 18095+1458, CGCG 113-26, CGCG 84-24, PGC 61536.